# Kadow (Völschow)
Kadow, historisch auch Cadow, ist ein Ortsteil der Gemeinde Völschow im Landkreis Vorpommern-Greifswald in Mecklenburg-Vorpommern. Kadow liegt rund 2,2 km östlich von Völschow und ist von dort über Gemeindestraßen erreichbar. Zwischen Kadow und Völschow verläuft die Bundesautobahn 20.

## Geschichte
Herzog Barnim I. von Pommern schenkte 1269 dem Kloster Verchen die Dörfer Kadow und Völschow. Bereits im folgenden Jahr wurden Heidenreich von Heydebreck und Dietrich von Kartzow mit den beiden Dörfern belehnt. Der Camminer Bischof Hermann bestätigte 1274 dem Kloster Verchen den Zehnt aus Kadow und anderen Dörfern.
1515 verkaufte Hasse von der Schulenburg seine Güter in Kadow, Zarrenthin, Bentzin und Klein Toitin an Henning von Parsenow. Henning und sein Bruder Bernd von Parsenow wurden bald darauf von Herzog Bogislaw X. zur Gesamthand mit diesen Gütern belehnt.
1572 belehnte Herzog Ernst Ludwig Michael Tessin und dessen gleichnamigen Sohn mit Kadow und Priemen. Herzog Philipp Julius erneuerte diese Belehnung 1602 gegenüber den Söhnen des älteren Michael Tessin, Kurt und Ewald, sowie dessen Enkeln  Henning und Bernd Tessin.
In der ersten Hälfte des 18. Jahrhunderts kauften der Landrat Ernst Sigismund von Walsleben und sein Bruder Hans Reimar Ehrenreich die Anteile der Familien von Parsenow, von Maltzahn, von Heyden und von Podewils an den Gütern Kadow, Gramzow und Jagetzow. 1735 verkauften sie Jagetzow und Kadow mit Anteilen an Gramzow an einen Gustav Sass oder Sasse. Nach dessen Tod 1754 ging Cadow mit den Gramzowschen Anteilen an eine der beiden Töchter des Gustav Sass, die Frau des Tribunalsvizepräsidenten Christoph Ehrhardt von Corswant. Nach deren Tod gelangte Cadow über ihre Schwester Sophia Friederike Sigismunda Sass an deren Ehemann, den Hauptmann Friedrich Wilhelm von Bomin. Dieser wurde 1756 mit Kadow sowie dem Gut Jagetzow und Anteilen an Gramzow belehnt. 1765 wurde Cadow allodifiziert. Nach von Bomins Tod kam Cadow bei einer Versteigerung 1794 für 23.000 Taler an den Hauptmann Moritz Heinrich von Wittke.
In der nördlichen Feldmark von Kadow, durch die damals die Landstraße von Demmin nach Anklam verlief, befanden sich bis zum Anfang des 19. Jahrhunderts der Steinkrug und eine Windmühle. Beide wurden nach Bränden nicht wieder aufgebaut.
In der ersten Hälfte des 19. Jahrhunderts erwarb der Kartlower Gutsherr Wichard Wilhelm von Heyden das Gut Kadow.
Nach seinem Tod 1836 gehörte es zum Erbteil seines zweiten Sohnes, des späteren Landrats Hermann von Heyden. Dessen zweiter Sohn Wilhelm nannte sich später nach dem Gut Wilhelm von Heyden-Cadow. 1862 hatte Kadow 104 Einwohner.
1932 wurde Kadow aufgesiedelt.